# Osváth Annamária
Osváth Annamária (született Nagy Annamária; Sepsiszentgyörgy, 1945. július 23. –) erdélyi magyar műfordító, szerkesztő. Osváth Jenő özvegye.

## Életútja
Középiskoláit szülővárosában végezte (1963), majd a Babeș–Bolyai Tudományegyetemen szerzett francia-magyar szakos tanári oklevelet (1968). Előbb Marosvásárhelyen, az Al. Papiu-Ilarian Líceumban tanár, s óraadó a Pedagógiai Főiskolán (1968–80), majd Bukarestben az Albatrosz (1980–89), illetve a Kriterion Könyvkiadó (1989–98) szerkesztője, ahol az újraindított Kincses Könyvtár sorozatot gondozta; majd A Hét belső munkatársa.
Első írásait az Utunk közölte (1966), még Nagy Annamária néven; cikkei, interjúi, fordításai rendszeresen jelentek meg az Utunkban, az Új Életben s különösen A Hétben.
A Téka-sorozat számára lefordította és bevezetővel látta el André Gide Rosszul láncolt Prométheusz c. esszéjét (1972. Nagy Annamária névvel). Franciául az ő fordításában jelent meg Kincses Előd Marosvásárhely fekete márciusa c. könyve (Sombre printemps à Tg. Mureş. Budapest, 1992; Párizs, 1994).